# Jezikovni purizem
Jezikovni purizem je  razmerje do jezika, ki določene prvine označuje kot čiste, druge pa kot nečiste. Slednje so v jeziku nezaželene, zato si purizem velikokrat pretirano prizadeva za čist jezik, zlasti z izločanjem tujih prvin. Purizem je značilen za vsak jezik, še posebno takrat, ko ta postane knjižni jezik ali pa v obdobjih, ko se ograjuje od sorodnih jezikov ali nastaja literarni kanon.
K širjenju jezikovnega purizma so prispevale predvsem ustanove, ki so se ukvarjale z jezikoslovjem, med katerimi so bile predvsem akademije. Najbolj znana med njimi je italijanska Accademia della Crusca, ki je bila za vzgled vsem ostalim po Evropi, vsaj glede uveljavljanja purizma.

## Situacije za pojav jezikovnega purizma

### Standardizacija jezika
Standardizacija oziroma normiranje jezika je socialni oziroma sociokulturni dejavnik, ki teži k ohranitvi tega, kar je dobrega iz preteklosti, in k odstranitvi neželenih prvin ter oživitvi izražanjskih sposobnosti jezika. Gre za odločanje o jezikovni ustreznosti določenih izrazov, odkar smo vstopili v svet tržnega gospodarstva, pa tudi o zapisovanju (na primer blagovnih znamk). Na slednje vplivajo tudi zakonska določila, kakor so zakonsko določene tudi poimenovanja drugih, npr. časopisnih občil. Standardizacija je prisotna, ko se neka zvrst jezika spreminja v knjižni jezik, zato je tu purizem najbolj intenziven.

### Jezikovni stik
Poznamo vsaj dva načina, kako jeziki stopajo v stik. Prvi je v procesu jezikovnega prevzemanja (beseda oziroma besedna zveza iz enega jezika se prevzame v drugega), drugi pa v procesu usvajanja (neka oseba se odloči naučiti tuj jezik). Okoliščin, ki jih je treba upoštevati, je več. Pomembno je razmerje med stičnima jezikoma, saj se purizem najpogosteje pojavlja v razmerju veliki jezik oziroma v-jezik proti malemu oziroma m-jezik. Slednji se mora neprestano boriti za ohranjanje razločevalne vloge knjižnega jezika, pri čemer si pomaga z izločevanjem elementov, ki bi lahko podrli mejo med jezikoma. V to kategorijo sodijo slovenski in makedonski purizem proti srbohrvatizmom, slovaški purizem proti češkim izposojenkam, ter protiruski v Belorusiji in Ukrajini.

### Jezikovne spremembe
Pojav purizma glede na jezikovne spremembe je utemeljen z dveh vidikov: stilnega registra oziroma socialne zvrsti jezika in diglosije. Pri stilnem registru purizem preprečuje vstop pogovornim in neknjižnim prvinam v knjižni jezik, v diglosiji pa nastopi kot dejavnik, ki ohranja razlike med dvema podobnima jezikoma.

## Oblike purizma

### Glede na splošno usmeritev
Glede na splošno usmeritev George Thomas loči sedem vrst jezikovnega purizma:
- Arhaizirajoči: jezik poskuša približati starejšim stadijem v njegovem razvoju in se s tem poskuša boriti proti sodobnim elementom
- Etnografski:  jezik poskuša približati ljudskemu govoru
- Elitistični: jezik poskuša približati govoru višjih slojev oziroma govoru neke elite
- Reformistični: z odstranjevanjem starejših elementov poskuša prenoviti jezik
- Igrivi: gre predvsem za igro z jezikom, Thomas ga sicer izključuje iz obravnave, saj je v bistvu le malo več kot estetska ali literarna igra
- Ksenofobični: usmerjen je proti tujim elementov v jeziku
- Antipurizem: nastane kot puristična reakcija na puristične intervencije

### Glede na diahroni vidik ter intenzivnost
Po Thomasovi teoriji poznamo naslednje vrste purizma:
- Obrobni: ta vrsta purizma na nobeni stopnji ne postane vrednota neke govorne skupnosti. Jezik je odprt za tuje elemente, ki bi ga obogatili. Primeri: angleščina, ruščina, poljščina, japonščina
- Grajajoči: tipično je odzivno popravljanje trendov, ki so potencialno nevarni za razvoj standardnega jezika. Primeri: danščina, švedščina, nizozemščina ter slovaščina
- Zmerni: zanj je značilno  vzdrževanje jezikovnih pravil, potrebnih za ohranjanje jezika ter skrb za razvijanje njegovih izraznih sposobnosti. Primeri: španščina, francoščina, italijanščina in portugalščina
- Razvojni: purizem je viden že v zgodnjem razvoju pisnega jezika; ni nekih radikalnih usmeritev ter sprememb. V procesu standardizacije purizem dobi zagon, ki ga kmalu tudi izgubi. Primeri: madžarščina, finščina, estonščina, hebrejščina, hrvaščina in slovenščina
- Nihajoči: prisotno je nihanje med intenzivnim purizmom ter med bolj vključujočim stališčem. Primeri: nemščina, češčina ter jidiš
- Stalni: motenje ali nihanja intenzivnosti purizma niso prisotni. Jezikovni purizem je stalna vrednota govorne skupnosti. Primeri: arabščina, tamilščina in islandščina
- Revolucionarni: nenadna, pogosto nasilna sprememba iz ene od zgoraj naštetih oblik v drugo. Primer: turščina

## Purizem na Slovenskem
V Sloveniji se pojavljajo vse oblike purizma, najbolj pa sta obravnavana ksenofobični (negativen) in zmerni (pozitiven). Purizem prvi teoretično obravnava v svoji knjigi O jezikovni kulturi (1972) Boris Urbančič, ki ravno tako kot praški lingvistični krožek nasprotuje tej dejavnosti. Razume ga kot izraz idejnega konzervatizma na področju jezikovne kulture.
V času Avstro-Ogrske je bila Slovenija puristično usmerjena proti germanizmom, v času obeh Jugoslavij proti slavizmom, predvsem proti srbohrvaščini, po drugi svetovni vojni pa še proti angleščini, saj je Amerika postala prva država sveta. Dandanes zaradi spremembe družbenega sistema ter neodvisnosti pritiskov srbohrvatizmov skorajda ni, okrepil pa se je pritisk angleščine zaradi hitrega širjenja medijev (predvsem interneta) in zaradi vključevanja Slovenije v mednarodne integracije.